# 안정환
안정환(安貞桓, 1976년 1월 27일~)은 대한민국의 은퇴한 축구 선수이자 MBC 축구 해설위원, 방송인이다. 현역 당시 팀에서의 포지션은 세컨드 스트라이커였다.
서울특별시 서대문구 창천동에서 태어나 서울대림초등학교, 남서울중학교, 서울공업고등학교, 아주대학교를 졸업하였다. 이탈리아 세리에 A에서 활동할 당시, 이탈리아 사람들이 안정환의 성을 이탈리아어식으로 읽어 '안느(Ahn)'라는 애칭으로 불렀다. 선수로 활동할 당시 긴 머리와 잘생긴 외모 때문에 '테리우스'라는 별명이 붙기도 하였다.

## 구단 경력
1998년 부산 대우 로얄즈에 입단해 프로 축구 선수가 되었다. 1998년 3월 21일 수원 삼성 블루윙즈와의 경기에서 프로 데뷔전을 치뤘으며 이 경기에서 프로 데뷔골을 기록했다. 1998년 7월 22일 천안 일화 천마와의 경기에서 K리그 첫 골을 포함해 2골을 올리며 팀의 4-0 승리를 이끌었다. 1999년시즌에는 5월 30일 포항 스틸러스와의 개막전에서 마수걸이 득점을 기록했다. 이후 1999년 6월 23일에 열린 대전 시티즌과의 경기에서 데뷔 후 첫 해트트릭을 기록하며 팀의 3-2 승리를 이끌었다. 1999시즌 K리그에서 14골을 넣으며 팀의 K리그 준우승에 기여해 K리그 MVP를 받게 되었다. K리그 준우승 팀에서 MVP가 나온 것은 K리그 사상 최초였으며 그 후 2010년 김은중이 두 번째 수상을 하였다. 
2000년 7월 AC 페루자로 임대 이적하면서 세리에 A에 진출한 첫 한국인 선수가 되었다. 그러나, 안정환이 2002년 FIFA 월드컵 16강 이탈리아전에서 연장 후반에 골든골을 넣어 이탈리아를 탈락시킨 일 때문에, 경기 직후 AC 페루자의 구단주 루차노 가우치는 그를 방출한다는 내용의 인터뷰를 하였다(루차노 가우치 구단주는 이탈리아 내에서도 트러블로 유명하다). 하지만 2002년 FIFA 월드컵이 끝나자 태도를 바꿔 안정환을 완전 이적시키려는 움직임을 보였고, 원 소속팀인 부산 아이콘스와 이적 분쟁을 겪었다.
결국, AC 페루자 칼초와의 결별을 결심한 안정환은 2002년 9월 일본 J리그의 시미즈 에스펄스로 이적하였다. 2004년 1월 요코하마 F. 마리노스로 이적하여, 그 해 J리그 우승에 기여하였다. 2005년 7월 프랑스 르샹피오나의 FC 메스로 이적하여 3년 만에 유럽 무대로 복귀하였지만 팀이 리그 최하위를 면치 못하자 6개월 후인 2006년 1월 과거 박상인이 활약했던 독일 분데스리가 MSV 뒤스부르크로 이적하였다. 하지만 MSV 뒤스부르크 또한 리그 최하위로 강등되자 계약을 해지하였고, 이후 반년 동안 무적 상태로 지내다가 2007년 수원 삼성 블루윙즈에 입단함으로써 K리그로 7년 만에 복귀하였다.

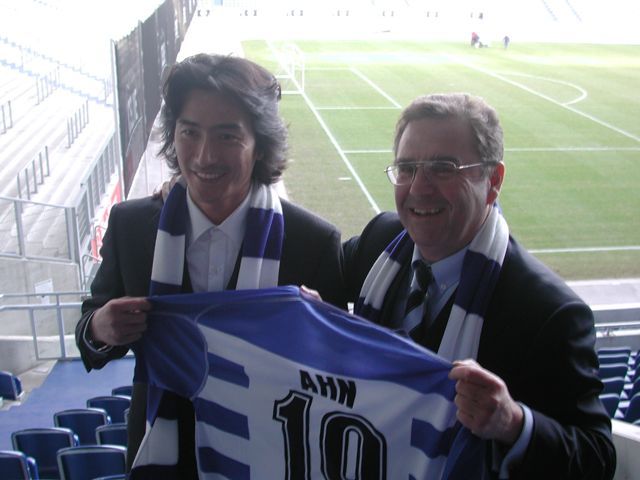
MSV 뒤스부르크 입단 당시의 안정환

2007년 3월 14일 삼성 하우젠 컵 대전 시티즌과의 홈 경기에서 해트트릭을 터뜨리며 부활의 조짐을 보였으나, 좀처럼 기회를 부여받지 못하며 팀 내에서 벤치로 몰리는 신세가 되었다. 2007년 겨울 안정환은 이적시장에 나왔으며, 수원 삼성 블루윙즈의 차범근 감독은 잔류요청을 하였으나 '많은 기회가 주어지는 팀으로 가고 싶다'는 의사를 밝혔다. 그 시기에 부산 아이파크 감독에 황선홍이 임명되었고, 황선홍 감독은 '안정환과 함께 하고 싶다'는 의사를 여러 번 밝혔다. 부산 아이파크의 안영학과의 맞트레이드로 계약이 2008년 1월 20일 체결되며 황선홍 감독의 지휘 하에 K-리그로 뛸 수 있게 되었다. 안정환의 부산 아이파크 입단에는 황선홍 감독의 발언이 크게 작용했다. 안정환은 부산 입단식에서, "존경하는 선배 스트라이커 황선홍 감독의 밑에서 뛰게 된 것은 큰 행운이다"라고 하였다. 여기에 황선홍 감독은 안정환을 지원하겠다고 약속을 하였다. 시즌 초반에는 인상적인 모습을 보여주며 21개월 만에 국가대표팀에도 재승선했지만, 후반기에는 부진과 부상으로 시즌을 마감했다. 2009년 안정환은 부산 아이파크와의 재계약을 하지 않고 미국 메이저 리그 사커 진출을 시도하였으나 실패하였고, 중국 슈퍼리그의 다롄 스더와 3개월의 단기 계약을 맺게 되었다. 이후 그의 활약에 구단이 그와 계약을 갱신하여 뛰었다. 그 이후 K리그로 복귀한다는 설이 나돌았으나 끝내 2012년 1월 27일 현역 은퇴를 선언하였다.

## 국가대표팀 경력
1997년 4월 23일 한중 정기전에서 중국과의 경기로 A매치 데뷔전을 치렀다. 1998년 11월 13일 사실상 대표팀간의 경기였던 베이징에서 있었던 중국 프로 선발팀과의 친선경기에 출전하여 득점했지만 프로 선발팀 명목으로 출전하였기 때문에 공식 A매치로 인정받지 못하였다. 2002년 FIFA 월드컵에서 미국과 이탈리아를 상대로 각각 한 골씩 성공하여 세계적인 스타로 발돋움했다. 특히 16강 이탈리아전에서 연장 후반에 넣은 결승골이자 골든골은 대한민국을 아시아 소속 팀 중 1966년 FIFA 월드컵의 북한 이후 처음으로 8강으로 이끌었으며, 이 골 후의 골 세리모니로 '반지의 제왕'이란 별명을 얻으며 리환아빠의 골 퍼레이드과 함께 강렬한 인상을 남겼다. 2006년 FIFA 월드컵 G조 1차전 토고전에서도 역전 결승골을 넣어 통산 3골로 아시아 선수 중 월드컵에서 가장 많은 골을 넣은 선수가 되었고, 그 경기의 공식 맨 오브 더 매치에 선정되었다. 2010년 FIFA 월드컵 명단에 포함되어 팀의 사상 첫 원정 16강에 기여하였으나 한 경기도 출전하지 못해 아쉬움을 남겼다.

## K리그 홍보대사
2012년 은퇴 후 K리그 홍보대사로 위촉되었다. 기존 홍보대사와는 다르게 '명예홍보팀장'이라고 하면서 K리그 홍보를 위하여 직접 활동하며 팬들의 많은 지지를 얻었다. SNS 활동은 물론 K리그 각종 행사에 빠짐없이 참석하고 경기장을 직접 찾아 팬들과 만나면서 K리그를 홍보하는데 주력하였다. 2002 월드컵 대표팀 초청 2012 K리그 올스타전에선 홍보팀장으로서 직접 올스타전 프로모션을 발표한 안정환은 이후 홍보영상 촬영은 물론 거스 히딩크, 홍명보, 박지성 등 2002년 FIFA 월드컵 대표들에게 직접 연락해서 참가를 요청하여 2002 멤버들이 경기장을 찾아 역대 최고의 올스타전이 될 수 있도록 큰 기여를 하였다. 올 스타전 이후에도 각 경기장을 돌면서 K리그 알리기에 나섰다. 프로축구 연맹은 그의 공로를 인정해 2012년 K리그 시상식에서 공로상을 시상했다.

## 그 외
- 2002년 6월 2002년 FIFA 월드컵 대회 중, 대구에서 열린 미국과의 경기에서 후반 33분 동점골을 넣었는데, 골을 넣은 후 카메라를 향해 솔트레이크 동계 올림픽 쇼트트랙에서의 김동성 세레모니를 하였고, 당시 헐리우드 액션을 하였던 안톤 오노 세레모니는 이천수가 하여서 화제가 되었다. 이 후, 대전에서 열린 이탈리아와의 경기에서 연장 12분 골든골을 넣은 후의 반지 키스 세레모니도 화제가 되었다. 특히 반지 세레모니 이후 안정환은 '반지의 제왕'이라는 별명도 얻었다.
- 안정환의 모교인 아주대학교에서는 2002년 FIFA 월드컵 당시 업적을 기리기 위해 본교 다산관 지하B06실을 '안정환 룸'이라 명칭하였다.
- 잘생긴 외모와 뛰어난 축구 기술 등으로 인기가 많아, 축구팬들이 뽑은 2003년 최고의 선수로 선정되기도 했고,[24] 수원 삼성 블루윙즈에 입단했을 당시에는 구단 마케팅에 크게 기여하기도 했다.[25] 2007년 2월 1일, 안정환은 스포츠 전문의류 및 용품 제조판매 회사인 훼르자와 2009년까지 3년간 20억 후원 계약을 맺었다.[26]
- 수원 삼성 블루윙즈 소속 당시인 2007년 9월 10일에 벌어진 FC 서울 2군과의 R리그 경기에서 FC 서울의 서포터즈 중 한 여성이 안정환과 아내인 이혜원에게 모욕적인 말과 음담패설, 욕설을 하여 경기 중에 관중석에 난입해 항의를 해 벌금 1000만원의 징계를 받았다.[27]
- 부산 아이파크 소속 당시인 2008년 5월 18일에 벌어진 성남 FC와의 K리그 경기에서 다소 예민한 순간에 성남 FC 쪽에 골이 터져 안정환에게 일부러 골을 내주는 해프닝이 벌어지기도 했다.[28]
- 2013년 은퇴 후 SBS 정글의 법칙 히말라야/네팔 편부터 방송에 출연하였고, 2014년 예능 프로그램 일밤 - 아빠! 어디가?에 출연하였고 2014년 FIFA 월드컵 당시 MBC에서 해설위원을 맡았다. 이후 MBC 출신 방송인 김성주와 함께 예능 '뭉처야 뜬다'와 '뭉쳐야 찬다'에 들어오면서 방송인으로서 영역을 확장했다.

## 경력 목록

### 국가대표팀
- 1994년 AFC U-19 축구 선수권 대회 AFC 청소년 축구 선수권 대회 국가대표
- 2000년 CONCACAF 골드컵 국가대표
- 2002년 FIFA 월드컵 국가대표
- 2003년 동아시아 축구 선수권 대회 국가대표
- 2004년 AFC 아시안컵 국가대표
- 2006년 FIFA 월드컵 국가대표
- 2010년 FIFA 월드컵 국가대표
- 2014년 FIFA 월드컵 MBC 축구해설위원
- 2018년 FIFA 월드컵 MBC 축구해설위원

### 방송
- 1998년 KBS1 《체험 삶의 현장》
- 1998년 KBS2 《가족오락관》
- 1998년 KBS2 《TV는 사랑을 싣고》[29][주 1][30][31]
- 1999년 KBS2 《TV쇼 진품명품》
- 2013년 SBS 《정글의 법칙 in 히말라야》
- 2014년 MBC 《아빠 어디가》
- 2015년 KBS2 《우리동네 예체능》
- 2015년 KBS2 《청춘FC 헝그리 일레븐》
- 2015년 KBS2 《인간의 조건 - 집으로》
- 2016년 MBC 《마이 리틀 텔레비전》
- 2014년 ~ 현재 MBC 축구 해설위원
- 2016년 JTBC 《냉장고를 부탁해》 MC
- 2016년 JTBC 《쿡가대표》 MC
- 2016년 TV조선 《엄마가 뭐길래》
- 2016년 SBS 《꽃놀이패》
- 2016년 XTM 《탑 기어 코리아》
- 2016년 MBC 《미래일기》
- 2016년 JTBC 《뭉쳐야 뜬다》
- 2017년 채널A 《사심충만 오!쾌남》
- 2017년 tvN 《우리들의 인생학교》
- 2017년 tvN 《알바트로스》
- 2017년 SBS 《미운 우리 새끼》 스페셜 MC
- 2017년 JTBC 《한끼줍쇼》
- 2018년 KBS2 《1%의 우정》
- 2018년 MBC 《황금어장 라디오스타》
- 2018년 MBC 《궁민남편》
- 2018년 tvN 《국경없는 포차》
- 2019년 JTBC 《요즘애들》
- 2019년 JTBC 《취향존중 리얼라이프 - 취존생활》
- 2019년 JTBC2 《그랜드 부다개스트》
- 2019년 JTBC 《뭉쳐야 찬다》
- 2019년 MBC 《편애중계》
- 2020년 JTBC 《위대한 배.태.랑 - 배가 큰 남자》
- 2020년 tvN 《배달해서 먹힐까?》
- 2020년 KBS2 《사장님 귀는 당나귀 귀》
- 2020년 MBC 《안싸우면 다행이야》
- 2020년 KBS2 《위캔게임》
- 2021년 JTBC 《뭉쳐야 쏜다》
- 2021년 KBS2 《랜선장터》
- 2021년 ~ 현재  JTBC 《뭉쳐야찬다》
- 2022년 JTBC 《전설체전》
- 2022년 채널A 《슈퍼 DNA 피는 못속여》
- 2022년 E채널 용감한형사들
- 2023년~ 현재 MBC every1 《시골경찰리턴즈》

### CF
- 1999년 한국지엠 라노스
- 1999년 hy 비트업
- 1999년 레스토닉침대
- 1999년 코스모코스 꽃을 든 남자 이모션
- 2000년 코스모코스 꽃을 든 남자 스킨샤워 (김혜수와 공동 출연)
- 2001년 코스모코스 꽃을 든 남자 트루 이모션, 에소르
- 2002년 SK텔레콤 스피드011
- 2002년 코스모코스 꽃을 든 남자 컬러로션 (김재원과 공동 출연)
- 2003년 코스모코스 에소르화이트
- 2006년 코스모코스 꽃을든남자 코엔자임 Q10 포맨 (현빈과 공동 출연)
- 2007년 코스모코스 beauty credit (김혜수, 한가인과 공동 출연)
- 2007년 나이키
- 2014년 피파 온라인 3
- 2015년 캐치맙
- 2015년 뱅드뱅 볼비어
- 2015년 현대자동차 (김성주와 공동 출연)
- 2016년 토니모리 (김성주와 공동 출연)
- 2016년 롯데제과 의성마늘햄 (안리환과 공동 출연)
- 2016년 식품의약품안전처 식중독예방 (조우종과 공동 출연)
- 2016년 KB캐피탈
- 2016년 롯데하이마트 (김성주와 공동 출연)
- 2018년 삼일제약 티어실원스
- 2018년 오비맥주 카스 (차범근과 공동출연)
- 2018년 제주패스렌터카
- 2018년 SK텔레콤 5GX
- 2018년 오뚜기 쇠고기미역국 라면
- 2018년 동국제약 판시딜 (김성주와 공동 출연)

### 뮤직비디오
- 1999년 야다 - 이미 슬픈사랑

## 수상 경력
부산 대우 로얄즈
- K리그 : 준우승(1999)
- 리그컵 : 우승 (1998), 준우승(1999)

요코하마 F. 마리노스
- J리그 디비전 1 : 우승(2004)
- 제록스 슈퍼컵 : 우승(2004, 2005)
- A3 챔피언스컵 : 준우승(2004)

 대한민국
- 동아시아 축구 선수권 대회 : 우승 (2003)
- FIFA 월드컵 : 4위 (2002)

개인
- K리그 : MVP (1999), 베스트 11 (1998, 1999)
- 1999년 올해의 키카골상
- 2002년 FIFA 월드컵 맨 오브 더 매치 : vs. 이탈리아 (16강전)
- 2002년 체육훈장 맹호장
- 2002년 자황컵 체육대상 남자 최우수상
- 2006년 FIFA 월드컵 맨 오브 더 매치 : vs. 토고 (조별리그)
- K리그 대상 공로상 : 2012
- SBS 연예대상 베스트 챌린지상 : 2013
- MBC 방송연예대상 버라이어티부문 특별상 : 2014
- MBC 방송연예대상 인기상 : 2019
- MBC 방송연예대상 남자최우수상 : 2021
- MBC 방송연예대상 올해의 예능인상 : 2022

## 같이 보기
- 이혜원
- 김성주
- 김용만
- 유재석
- 강호동
- 정형돈
- 현주엽
- 허재
- 서장훈
- 이동국
- 박지성
- 손흥민
- 유상철
- 황선홍
- 홍명보
- 이천수
- 김병지
- 이운재
- 최진철
- 이영표
- 김남일
- 송종국
- 윤정환
- 최태욱
- 최용수
- 이을용
- 설기현
- 이민성
- 김태영
- 히딩크
- 박항서
- 차두리
- 차범근
- 신문선

## 주해
1. ↑  이때 베이비 블루 멤버들 (황선영, 이상순, 이혜민)도 나왔다. 이 영상은 2021년 1월 8일자 이십세기 힛-트쏭 42회에서 다시 나왔다.